# El gronxador (Renoir)
El gronxador és una pintura a l'oli realitzada per Auguste Renoir el 1876 i que actualment s'exposa al Museu d'Orsay de París.

## Descripció
Aquesta escena representa Edmond Renoir (germà de l'artista), Norbert Goeneutte i Jeanne Samary, una jove treballadora de Montmartre i model preferida de Renoir que apareix en moltes de les seves altres obres. Un home d'esquena s'adreça a la jove dona dempeus sobre un gronxador, sota els ulls d'una nena i d'un segon home recolzat contra el tronc d'un arbre. Renoir ens fa l'efecte de descobrir una conversa: fixa, com en una instantània fotogràfica, el joc de les mirades que convergeixen cap a l'home d'esquena. La jove dona desvia la mirada, com destorbada. A aquest quartet del primer pla, respon el grup dels cinc personatges al pla de darrere, que Renoir ha esbossat ràpidament en poques pinzellades.
El gronxador ofereix molts punts en comú al Ball al Moulin de la Galette. Els dos han estat executats paral·lelament durant l'estiu de 1876.. Els models del gronxador, Edmond, el germà d'August Renoir, el pintor Robert Goeneutte i Jeanne, una jove de Montmartre, figuren entre els ballarins del Ball. Una mateixa atmosfera de despreocupació impregna els dos quadres. Com en el Ball, Renoir ha buscat sobretot traduir els efectes del sol que il·luminen l'escena, filtrats pels fullatges, en particular sobre la roba i el terra. Això va desagradar particularment als crítics de l'exposició impressionista de 1877. No obstant això, el quadre va trobar un comprador: es tracta de Gustave Caillebotte, que igualment va comprar Ball al Moulin de la Galette.